# Poni-Tails
The Poni-Tails waren eine amerikanische Gesangs-Mädchengruppe aus Lyndhurst, Ohio. Ihr größter Hit war Born Too Late im Jahr 1958.

## Geschichte
Die Gruppe wurde von Toni Cistone, Karen Topinka und Patti McCabe in einem Vorort von Cleveland gegründet. Sie begannen an der Brush High School zu singen, die sie alle besuchten. Karen Topinka verließ 1958 die Gruppe und an ihre Stelle trat LaVerne Novak. Der Musikverleger Tom Ilius handelte bei einem lokalen Plattenlabel, Point Records, einen Vertrag aus und sie veröffentlichten ihre erste Single Your Wild Heart.
Es folgte ein Vertrag bei ABC-Paramount und sie veröffentlichten Come on Joey, Dance with Me mit der B-Seite Born Too Late. Diese B-Seite war diejenige, die die Aufmerksamkeit der Radio-DJs auf sich zog und zum größten Hit der Gruppe wurde, indem sie 1958 Platz 11 auf der US-R&B-Singles-Chart und Platz 7 auf der Billboard Hot 100 erreichte.
ABC-Paramount versuchte die Gruppe für einen weiteren Fünfjahresvertrag zu gewinnen, sie lehnte ihn aber ab. Die Mitglieder verließen die Musikindustrie und machten Karriere in anderen Bereichen in Ohio.